# Erik Chouranov
Erik Chouranov (en ukrainien : Ерік Шуранов), né le 22 février 2002 à Bamberg, est un footballeur allemand qui évolue au poste d'avant-centre au 1. FC Schweinfurt 05.

## Biographie

### Carrière en club
Chouranov fait ses débuts professionnels pour Nuremberg en 2. Bundesliga le 13 décembre 2020, remplaçant à la 80e minute Felix Lohkemper, lors d'une victoire 2-1 à domicile face aux Würzburger Kickers.
Le 21 mars 2021, il inscrit son premier but en 2. Bundesliga, sur la pelouse du SpVgg Greuther Fürth (score : 2-2). Le 23 mai 2021, il marque son premier doublé en deuxième division allemande, sur la pelouse de Hanovre 96, permettant à son équipe de l'emporter 1-2 à l'extérieur,.
Marquant 5 buts en 14 apparitions au cours de la saison, il est élu meilleur joueur de l'équipe par les supporters du club, devant des joueurs comme Mats Møller Dæhli, Fabian Nürnberger ou encore Tom Krauß.

### Carrière en sélection
Initialement international en équipes de jeunes avec l'Ukraine, Chouranov se redirige finalement vers les sélections allemandes en juillet 2021, alors qu'il a été directement sollicité par la DFB. Le 27 août 2021, le jeune binational est ainsi appelé par Stefan Kuntz en équipe d'Allemagne espoirs, pour les éliminatoires du championnat d'Europe contre Saint-Marin et la Lettonie
Il fait ses débuts en sélection espoirs le 2 septembre 2021, entrant en jeu lors de la victoire 6-0 chez la petite république de la Péninsule italienne.

## Statistiques
| Saison                | Club                  | Championnat           | Championnat | Championnat | Coupe(s) nationale(s) | Coupe(s) nationale(s) | Compétition(s) continentale(s) | Compétition(s) continentale(s) | Compétition(s) continentale(s) | Total | Total |
| Saison                | Club                  | Division              | M.          | B.          | M.                    | B.                    | Comp.                          | M.                             | B.                             | M.    | B.    |
| 2019-2020             | FC Nuremberg II       | RN Bayern             | 3           | 1           | -                     | -                     | -                              | -                              | -                              | 3     | 1     |
| Sous-total            | Sous-total            | Sous-total            | 3           | 1           | 0                     | 0                     | -                              | -                              | -                              | 3     | 1     |
| 2020-2021             | FC Nuremberg          | 2.Bundesliga          | 14          | 5           | -                     | -                     | -                              | -                              | -                              | 14    | 5     |
| 2021-2022             | FC Nuremberg          | 2.Bundesliga          | 27          | 6           | 2                     | 0                     | -                              | -                              | -                              | 29    | 6     |
| 2022-2023             | FC Nuremberg          | 2.Bundesliga          | 16          | 0           | 3                     | 0                     | -                              | -                              | -                              | 19    | 0     |
| Sous-total            | Sous-total            | Sous-total            | 57          | 11          | 5                     | 0                     | -                              | -                              | -                              | 62    | 11    |
| 2023-2024             | Maccabi Haïfa         | Ligat HaAl            | -           | -           | -                     | -                     | C1                             | -                              | -                              | 0     | 0     |
| Sous-total            | Sous-total            | Sous-total            | 0           | 0           | 0                     | 0                     | -                              | 0                              | 0                              | 0     | 0     |
| Total sur la carrière | Total sur la carrière | Total sur la carrière | 60          | 12          | 5                     | 0                     | -                              | 0                              | 0                              | 65    | 12    |